# ركاكنة (لحباشة)
ركاكنة هو دُوَّار يقع بجماعة جاقمة، إقليم برشيد، جهة الدار البيضاء سطات في المملكة المغربية. ينتمي الدوّار لمشيخة لحباشة التي تضم 20 دواوير. يقدر عدد سكانه بـ 625 نسمة حسب الإحصاء الرسمي للسكان والسكنى لسنة 2004.

## روابط خارجية
- البوابة الوطنية للجماعات الترابية نسخة محفوظة 12 مارس 2018 على موقع واي باك مشين.
- المندوبية السامية للتخطيط